# 국제 적십자 위원회
국제 적십자 위원회(國際赤十字委員會, International Committee of the Red Cross, ICRC)는 스위스 제네바에 본부를 두고 국제적으로 활동하는 스위스의 민간 기구이다. 제네바 협약 및 관습법 규칙에 따라 전쟁, 내란 등의 국제적 혹은 비국제적 무력 분쟁에서 전상자, 포로, 실향민, 민간인 등의 희생자를 보호하기 위해 설립된 인도주의 단체이다. 전 세계 186개 적십자/적신월사와 이들의 연맹체인 국제 적십자사 연맹과 함께 국제 적십자 운동을 구성하고 있다.
세계에서 가장 오랜 역사를 가지고 있는, 특히 최근 100년 간 각종 전쟁터에서 활동을 펼친 대표적인 인도적 구호기관으로서, 1917년, 1944년, 1963년에 세 차례 노벨 평화상을 수상하여 노벨상 최다 수상 단체에 등극하였다. 단체 명의로 받은 상은 공식적으로 총 세 차례이지만, 본 위원회의 창시자인 장 앙리 뒤낭이 1901년에 초대 노벨 평화상을 수상, 일반적으로 이 수상까지 ICRC가 수상한 것으로 포함하기 때문에 ICRC의 노벨상 수상 횟수는 모두 네 차례가 된다.

적십자기

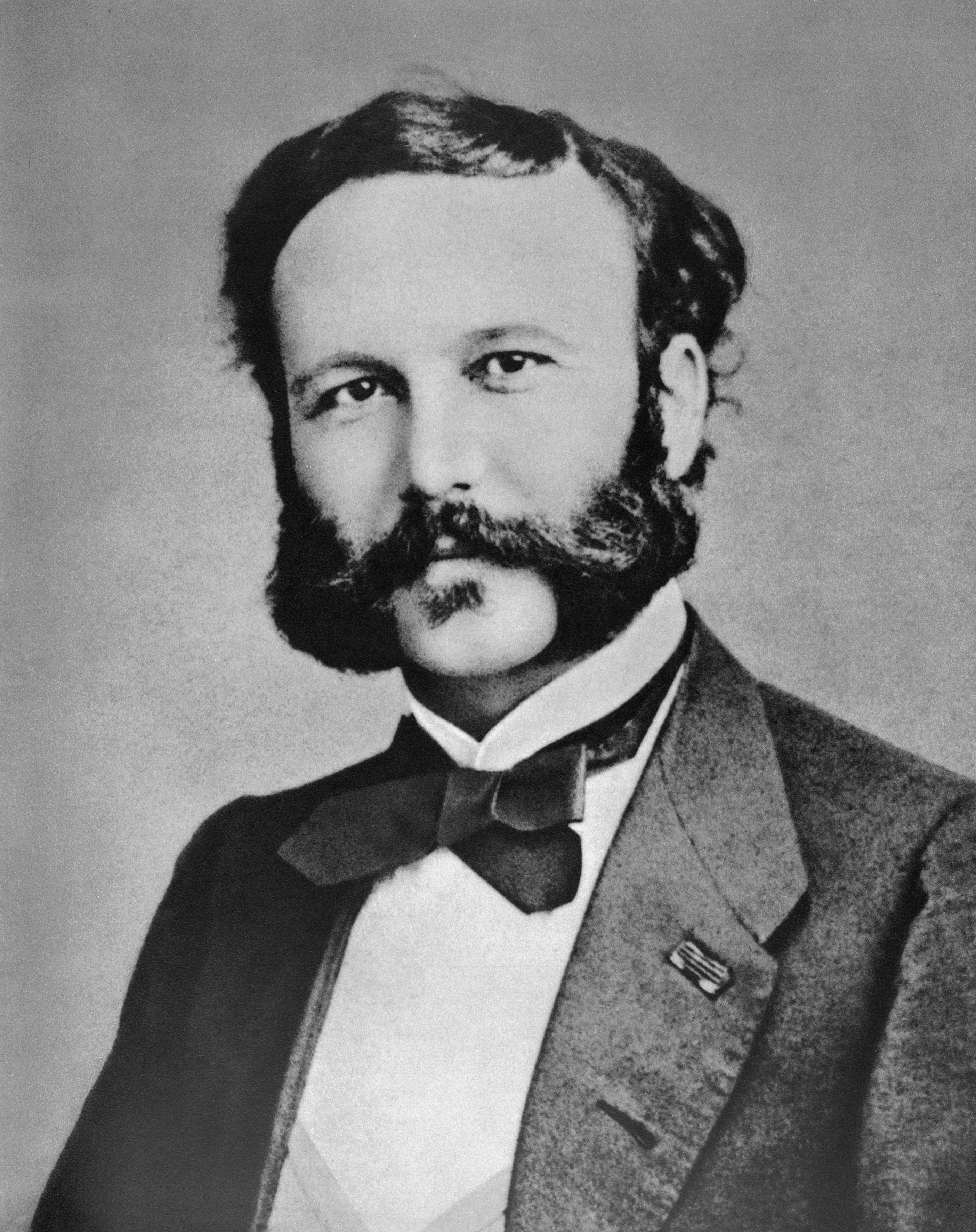
앙리 뒤낭 (1828-1919)

## 역사

### 장 앙리 뒤낭 이야기
19세기까지만 해도 전쟁터에서 부상을 당한 군인은 아무런 치료나 보호를 받지 못한 채 죽는, 인권이 무시되는 일이 다반사였다. 또한, 군대에는 제대로 된 의무 부대가 존재하지 않았다. 그러던 중 1859년 6월 스위스 제네바 출신 사업가였던 장 앙리 뒤낭은 사업차 나폴레옹 3세를 만나기 위해 이탈리아를 여행하게 되는데, 이탈리아는 한창 통일 전쟁으로 몸살으로 앓고 있었다. 여행 도중 북이탈리아의 솔페리노 지역을 지나게 된 앙리 뒤낭은 그곳에서 프로이센군과 오스트리아군 간에 벌어진 참혹한 전투를 목격하게 되며, 그곳에서 특히 아무런 치료도 받지 못하고 죽어가는 부상당한 군인들의 처참한 모습에 경악하게 된다.

### 구호 활동
앙리 뒤낭은 그곳에서 자신의 여행 목적을 잠시 잊은 채 마을 부녀자들을 모아 부상병들을 위한 구호활동을 펼치게 된다. 카스틸료네라는 마을에 머무르게 된 뒤낭은 마을의 작은 교회에 자리를 잡고 부상병들을 모아 치료를 시작했으며 치료하기에 너무 늦은 부상병들에게는 그들이 가족들에게 마지막 유언이라도 남길 수 있도록 편지를 대신 써주고 평안하게 죽음을 맞이할 수 있도록 위로해주었다. 앙리 뒤낭은 사재를 털어 음식과 의약품을 마련했으며 부상병 치료를 위해 군 책임자를 설득하여 군의관들을 동원해 줄 것을 부탁했다.

### 회상
이렇게 며칠을 그곳에서 보내며 구호활동에 힘썼던 앙리 뒤낭은 스위스 제네바로 돌아 온 후에도 이때의 일을 잊을 수 없었으며 이를 그저 개인적 기억으로만 두지 않고 책을 집필하여 여러 사람과 자신의 경험을 나누고자 했다. 2년여 간의 집필 과정을 거쳐 1862년에 자비로 솔페리노의 회상(Memory of Solferino)을 출간하였다.

### 인도주의 제안
앙리 뒤낭은 이 책을 통해 자신이 목격한 전쟁의 참혹함을 상세히 묘사하였을 뿐 아니라 이를 조금이라도 완화시키기 위해 무엇을 해야하는지에 대해 다음과 같은 2가지 중요한 제안을 하게 된다.

1. 평시 구호기관을 설립하여 전시 부상자들을 구호할 봉사원들을 훈련시키자.

2. 이러한 구호기관과 봉사원들의 안전한 활동을 보장할 수 있는 국제 협약을 만들자.

### 구호위원회
앙리 뒤낭의 이러한 제안을 유럽에서 큰 반향을 불러 일으켰고, 마침내 제네바 공익 협회는 이 제안을 심각하게 검토하기에 이른다. 그리고 앙리 뒤낭과 제네바의 명망있는 인사 5명 (귀스타브 므와니에, 루이 아피아, 테오도르 모누아, 기욤-앙리 뒤푸르)이 모여 1863년 국제부상자구호위원회(International Committee for Relief to the Wounded, 일명 5인 위원회)를 조직하기에 이른다. 그리고 이들은 스위스 정부를 설득하여 각국 대표들이 모이는 외교회의를 개최 전시 부상자 구호에 관한 최초의 제네바협약을 체결하기에 이른다.
이후 전시부상자구호위원회는 국제 적십자 위원회로 이름을 바꾸고 전시 인도주의적 활동을 펼치게 된다.

## 같이 보기
- 국제 적십자·적신월 운동
- 대한적십자사